# Hołny
Hołny – jezioro w gminie Sejny, powiat sejneński, województwo podlaskie, o powierzchni lustra wody 158,4 ha, zaliczany do II klasy czystości objęty strefą ciszy. Poziomy rzut na lustro wody, przypomina maczugę, ułożoną w linii północ-południe. Akwen przepływowy zaliczany do grupy jezior rynnowych. W klasyfikacji rybackiej należy do grupy leszczowej. Jezioro stanowi dobre łowisko ryb karpiowatych, leszcza i płoci, z ryb drapieżnych dominuje szczupak. Od strony północnej jest połączony ciekiem z jeziora Gaładuś. Odpływ w części południowej w sąsiedztwie wsi Ogrodniki. Akwen leży w całkowitej izolacji od wielkiego przemysłu, przy granicy z Litwą w sąsiedztwie z niszą turystyczną. Brzegi jeziora w 80% są trudno dostępne ponieważ są pokryte zwartą roślinnością brzegową złożoną z trzcin i sitowia.